# Kreuzdachbildstock (Nüdlingen, Hennebergerstraße)

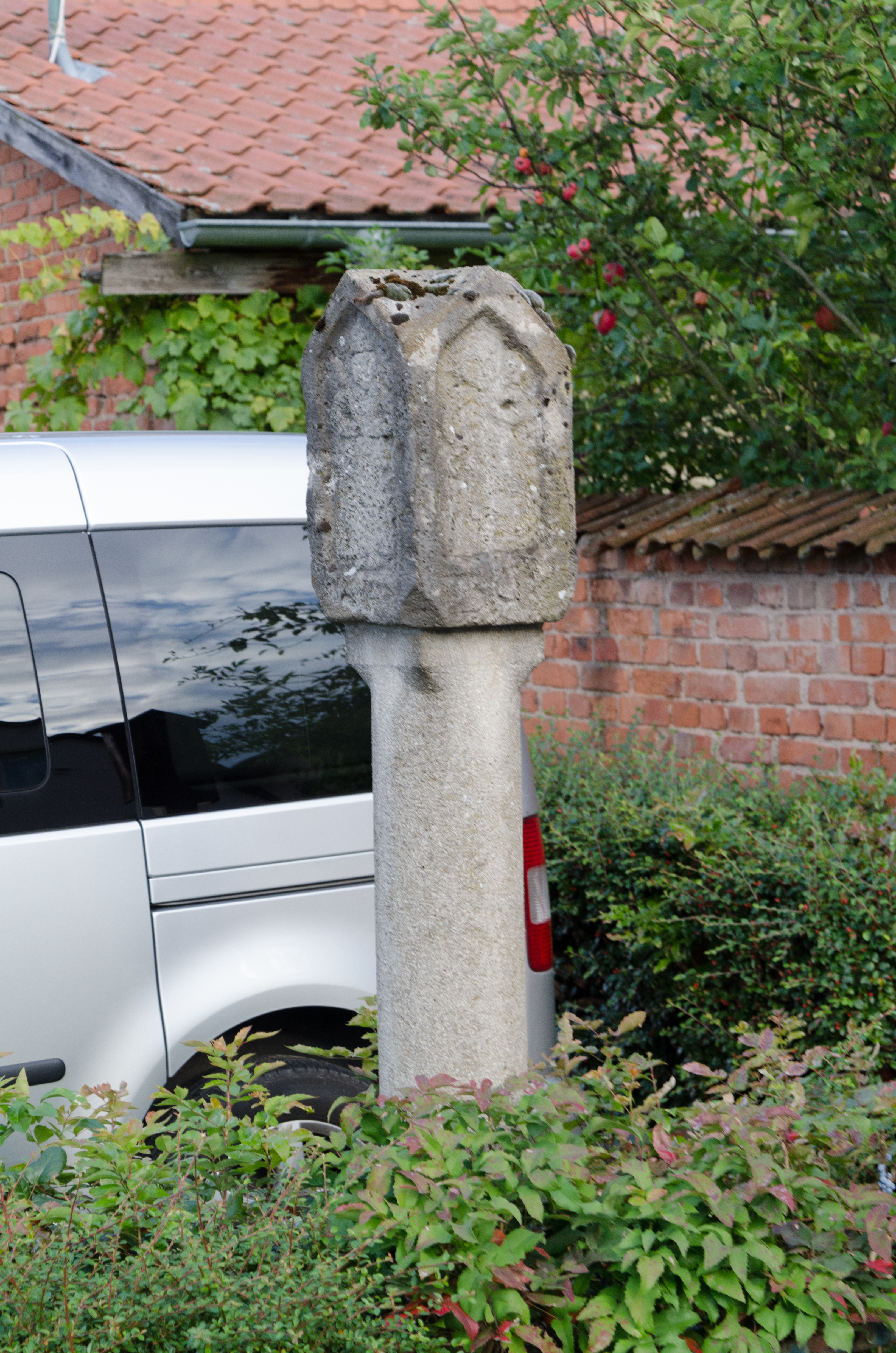
Kreuzdachbildstock in Nüdlingen, Hennebergerstraße

Der Kreuzdachbildstock Hennebergerstraße befindet sich in der Gemeinde Nüdlingen im unterfränkischen Landkreis Bad Kissingen an der Adresse Hennebergerstraße.
Der Bildstock gehört zu den Baudenkmälern von Burkardroth und ist unter der Nummer D-6-72-136-3 in der Bayerischen Denkmalliste registriert.

## Beschreibung
Der Kreuzhausbildstock besteht aus Sandstein und entstand im Jahr 1612.
Auf einer quadratischen Sockelplatte steht die 117 cm hohe Säule mit zum Würfel verdickter Basis und stilisiertem Kapitell. Darauf befindet sich das 51 cm hohe Gehäuse mit Kreuzdachabschluss.
Die vier Seiten des Kreuzdaches zeigen:
a) im Relief die Figur des hl. Petrus mit Schlüssel. Darunter stehen die Buchstaben „Th61“

b) eine Figur mit Stab

c) eine Figur mit Kopfbedeckung und Stab (wahrscheinlich ein Bischof)

d) ein leeres Feld, in dessen Umrahmung unten die Jahreszahl „1612“ eingemeißelt ist.
Der blockhafte Aufsatz des Bildstocks war vorher als Eckstein in der Scheune eines Nachbaranwesens eingemauert. In den Jahren 1968/70 hat die Firma Koch die Kunststeinsäule ergänzt und den Bildstock wieder aufgestellt.